# Ourcq
Az Ourcq folyó Franciaország területén, a Marne jobb oldali mellékfolyója.

## Földrajzi adatok
A folyó  Aisne megyében ered, és Párizsnál Seine-et-Marne megyében torkollik be a Marne-ba. A hossza 86,5 km. Az Ourcq-csatorna, amely részben a folyó nyomvonalán épült, Párizs egyik fontos víziútja.

## Megyék és városok a folyó mentén
- Aisne
- Seine-et-Marne